# Canale di Hood

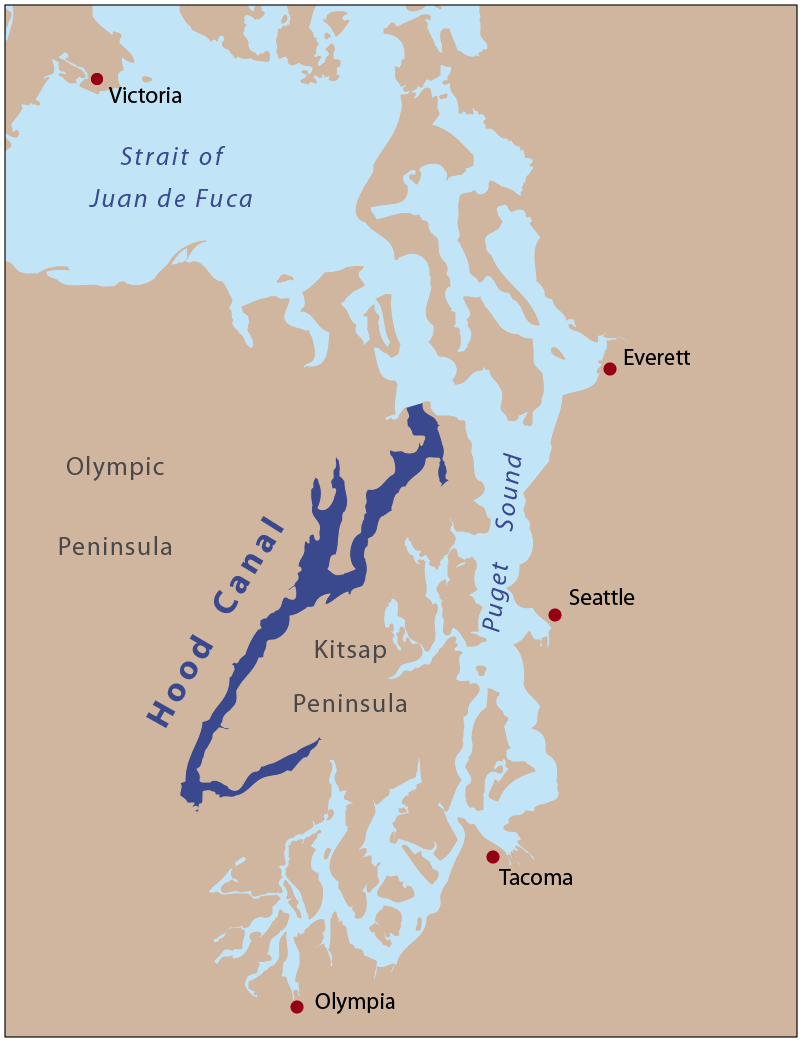
Il canale di Hood separa la penisola di Kitsap e la penisola Olimpica.

Il canale di Hood (in inglese "Hood Canal") è un fiordo che forma il lobo occidentale e uno dei quattro bacini principali dello stretto di Puget, nello Stato di Washington, nella parte nordoccidentale degli Stati Uniti d'America, al confine con il Canada. Si tratta quindi di una via d'acqua naturale e non di un manufatto artificiale, come invece indicherebbe la parola inglese "canal".

## Caratteristiche

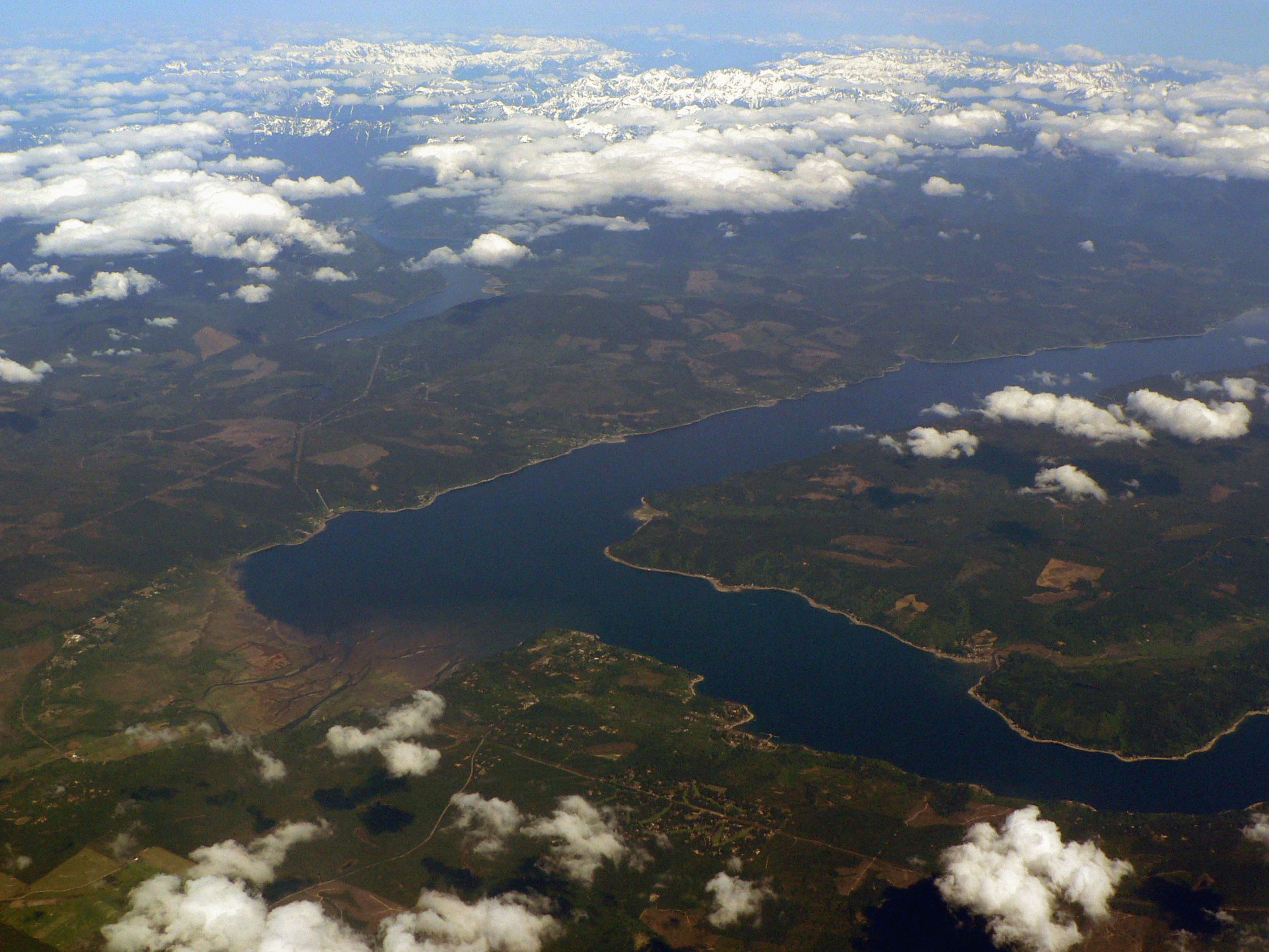
La "Grande Piega" del canale di Hood vista da sudest.

Il canale di Hood è lungo e stretto, con un'ampiezza media di 2,4 km e una profondità di 53,8 m. Ha 342,6 km di coste e 42,4 km² di piana di marea. Ha una superficie complessiva di 385,6 km² e contiene un volume d'acqua di 21 km³.
Partendo dall'entrata, si estende per circa 80 km verso sudovest tra Foulweather Bluff e Tala Point fino a Union, dove piega decisamente a nordest, nel tratto detto "la Grande Piega". continua poi per 24 km fino a Belfair dove finisce in una piana di marea con acque basse, chiamata Lynch Cove.
In tutta la sua lunghezza, il canale di Hood separa la penisola di Kitsap dalla penisola Olimpica dello stato di Washington.
La base navale di Kitsap della U.S. Navy, formata dall'unione delle precedenti basi navali di Bangor e di Bremerton, è situata sulla costa orientale del canale, vicino alla cittadina di Bangor.
Il canale di Hood presenta diverse insenature, la più grande delle quali è Dabob Bay. Nella maggior parte di questa baia non è consentito l'accesso in quanto è classificata come Naval Restricted Area, e viene utilizzata dai sottomarini che stazionano nella base di Bangor. La Quilcene Bay è una piccola insenatura che si prolunga a nordovest dalla Dabob Bay. Verso la parte terminale settentrionale del canale di Hood si trova la città di Port Gamble, nella baia omonima.
Il canale di Hood faceva parte dei possedimenti della comunità di nativi americani dei Twana, un sottogruppo dei Salish della costa, la cui sede principale è ora a Sokomish, nello Stato di Washington.

## Formazione geologica

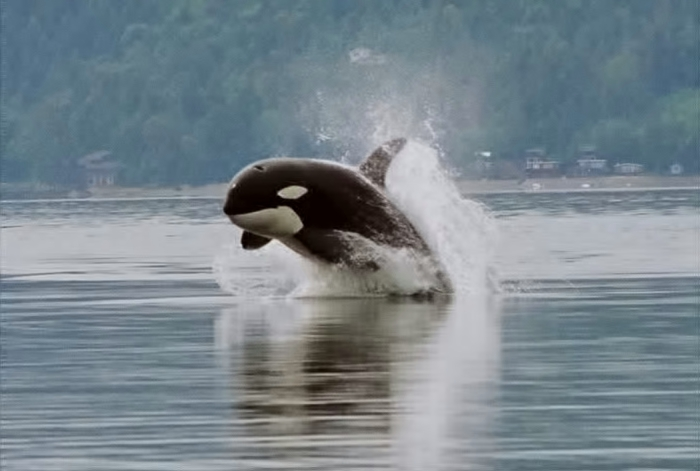
Balzo di un'orca nel canale di Hood.

Il canale di Hood e lo stretto di Puget sono stati formati circa 13 000 anni fa, durante il Pleistocene superiore, dal lobo di Puget della calotta di ghiaccio della Cordigliera.

## Etimologia
Il canale di Hood fu così denominato il 13 maggio 1792 da George Vancouver, capitano della Royal Navy, in onore dell'ammiraglio Samuel Hood. Vancouver utilizzò la denominazione "Hood's Channel" nel suo giornale di bordo, ma scrisse "Hood's Canal" nelle carte. Lo United States Board on Geographic Names nel 1932 decise di utilizzare come nome ufficiale la dizione "Hood Canal".